# Anna von Rettig
Anna Adelaide von Rettig, född von Horn 11 juli 1872 i Gävle, död 2 maj 1953 i Stockholm, var en svensk-finländsk donator.
Anna von Rettig var dotter till kommendörkapten Lorentz Leopold von Horn och Adelaide (Adéle) Rettig. Hon ingick 1893 äktenskap med sin kusin, den i Åbo verksamme industriidkaren Henning von Rettig och blev med honom mor till fyra barn, däribland Hans von Rettig, som kom att driva familjeföretaget P.C. Rettig & Co vidare. Hon gjorde sig känd genom en donation varigenom Åbo Akademis teologiska fakultet kunde inrättas 1924.